# Hofanlage Deichstrenge 11
Die Hofanlage Deichstrenge 11 nahe der Weser in der niedersächsischen Gemeinde Hagen im Bremischen, Ortsteil Sandstedt, im Landkreis Cuxhaven, stammt vom 18. und 19. Jahrhundert.
Aktuell (2024) wird sie wohl noch landwirtschaftlich genutzt.
Die Gebäude stehen unter Denkmalschutz (siehe auch Liste der Baudenkmale in Hagen im Bremischen).

## Beschreibung
Die baumumstandene Hofanlage besteht aus:
- dem eingeschossigen traufständigen Wohn- und Wirtschaftsgebäude von 1761 (Inschrift) als Zweiständer-Hallenhaus mit erhaltenem Innengerüst, in Fachwerk mit Steinausfachungen mit reetgedecktem Krüppelwalmdach als Niedersachsengiebel mit Uhlenloch sowie der Grooten Door mit Korbbogen, Wohnteil und Traufseiten in Backsteinmauerwerk 1947 erneuert und aufgestockt,[2]
- der eingeschossigen traufständigen Scheune von um 1850 in Fachwerk mit Steinausfachungen, reetgedecktem Walmdach mit Uhlenloch, nach Osten tief herabgezogen und mit Querdurchfahrt[3]
- und der Hofpflasterung in Feldsteinen vor dem Wirtschaftsgiebel.

Das Landesdenkmalamt befand u. a.: „… Typischerweise wurde der Wohngiebel im 20. Jahrhundert massiv in Backstein erneuert. …“